# Grijswangdiksnavelmees
De grijswangdiksnavelmees (Suthora nipalensis; synoniem: Paradoxornis nipalensis) is een zangvogel uit de familie Paradoxornithidae (diksnavelmezen).

## Verspreiding en leefgebied
Deze soort komt voor van Nepal tot Vietnam en telt tien ondersoorten:
- S. n. garhwalensis: noordelijk India.
- S. n. nipalensis: westelijk en centraal Nepal.
- S. n. humii: oostelijk Nepal en Bhutan.
- S. n. crocotia: oostelijk Bhutan en westelijk Arunachal Pradesh (noordoostelijk India).
- S. n. poliotis: van oostelijk Arunachal Pradesh tot Manipur, noordwestelijk en noordelijk Myanmar en zuidwestelijk China.
- S. n. feae: oostelijk en zuidelijk Myanmar en westelijk Thailand.
- S. n. patriciae: Mizoram (noordoostelijk India).
- S. n. ripponi: Chin-heuvels (westelijk Myanmar).
- S. n. beaulieui: noordoostelijk Thailand, noordelijk en centraal Laos en noordelijk-centraal Vietnam.
- S. n. kamoli: centraal Vietnam en zuidelijk Laos.

## Status
De grootte van de populatie is niet gekwantificeerd maar de soort wordt omschreven als algemeen tot plaatselijk algemeen. Op de Rode lijst van de IUCN heeft deze soort de status niet bedreigd.